# Otročja biblija
Kreljeva Otročja biblija z nemškim podnaslovom Ein Handbüchlein / Darinn i∫t unter anderm der Catechi∫mus Von fünfferlei ∫prachen je bila anonimno natisnjena 1566 v Regensburgu na Bavarskem. Pomeni prvi poskus zedinjenja Slovencev in Hrvatov v skupnem, doslednem pravopisu na osnovi latinice. Kot učni priročnik je služila učenju katekizma v materinščini na ljubljanski protestantski stanovski šoli, v Bohoričevem šolskem redu je bila imenovana Catechesi Sebastiani Crellü. Nadvojvoda Karel II je izdal ukaz, da se uničijo vsi primerki, tako sta ohranjena le dva, v Londonu in Vatikanu.
Podnaslovu sledi navedek iz dekaloga Pete Mojzesove knjige DEVTERONOMY NA VI., in sicer: Inu te be∫ede, katere tebi dana∫ sapovém, bode∫h utvoiem ∫èrcu hranil: inu ije Otrokom tvoim o∫tril, inu od nijh govoril, ∫edezh doma vhi∫hi tvoij, alli po potu gredezh: kadar leshe∫h inu v∫tane∫h. (Inu te besede, katere tebi danes zapovém, bodeš v tvojem sèrcu ohranil inu otrokom svojim ostril, inu od njih govoril, sedeč doma v hiši tvoji, ali po potu gredeč: kadar ležeš inu vstaneš.) Navedek simbolično naglaša namen in vlogo priročnika, posebej predvidenega za izobrazbo in versko vzgojo mladega rodu, vsebinsko in količinsko prilagojenega zahtevam pouka in stopnji dojemanja učencev.

## Vsebina knjige
OTROZHIA BIBLIA
```
            Slovenska abeceda (ALPHABETVM SLAVONICVM)
            Katekizem v slovenskem jeziku (SAZHETAK KATEHISMA KRAN∫KIGA):
                                      PERVI DEL. De∫et sapovedi Boshie.
                                      DRVGI DEL. APOSTOLSKA Vera.
                                      TRETJI DEL. Molitov Go∫podnia.
                                      ZHETERTI DEL. To predigar∫tvu alli kluzi od nebe∫kiga kralev∫tva.
                                      PETI DEL. SAKRAMENT SVETIGA Kàr∫ta.
                                      SHESTI DEL. SAKRAMENT VEZHERIE Chri∫tu∫ove.
             Katekizem v hrvaškem jeziku (KATEHIS MVS HERVATSKI)
             Katekizem v nemškem jeziku (Deut∫cher kleiner Catechi∫mus)
             Katekizem v italijanskem jeziku (LA INSTRVCIONE ITALIANA DELla pieta chri∫tiana)
             Katekizem v latinskem jeziku (LATINA CATECHESIS)
             Boshie Postave inv porozhenie kako ima vsakateri V∫voeim ∫tanu inu Poklicaniu kàr∫han∫ku tèr po∫htenu shivéti.
             ANTITHESIS INV RASLOZHENIE. PRAVE CHRISTIANSKE INU ANTIChri∫tian∫ke krive Vere.
```

Pesem: PESAM INV MOLITOV, DA BOG SVOIO CERKOV pRED ANTIChri∫tu∫ovo ter po∫vétno ∫yllo ohrani

## Kratek pregled poglavij
ALPHABETVM SLAVONICVM
Nova abeceda se delno razlikuje od Trubarjeve po znakovni sestavi in glasovni postavitvi. Avtor je namreč uvedel stalne znake za sičnike in šumnike ter izpopolnil glasovni sestav z glasovnimi vrednostmi, ki jih Trubar ni zajel. Tabeli samoglasniških zlogovnih kombinacij sledi latinsko-slovenski slovarček 24 ključnih besed za razumevanje biblijskih verskih pojmov in simbolov (npr. Deus – Bog, Aqua – Voda, Mors – Smert) ter odlomki iz Janezovega evangelija za vadbo branja. 
Katekizem je zapisan v petih jezikih, poleg slovenskega še v hrvaškem, nemškem, italijanskem in latinskem, torej v jezikih sosednjih držav in jeziku humanistične izobrazbe. Hrvaški del je namenjen prebivalcem v Istri, na obali in ob vojaški meji, slovenski del Slovencem, nemški del slovenskim plemičem in meščanom, italijanski italijanskemu prebivalstvu v Istri, Gorici in na sosednjih območjih.

SAZHETAK KATEHISMA KRAN∫KIGA 
Zapisan je v obliki dvogovora med otrokom in očetom; slednji opravlja vlogo verskega vzgojitelja. Oče sprašuje, dete odgovarja. Vsebina je razdeljena na šest delov: Deset božjih zapovedi, Apostolska vera, Molitev gospoda (Očenaš),  Pridigarstvo ali ključi do nebeškega kraljestva, Zakrament svetega krsta (Krst), Zakrament Kristusove večerje (Obhajilo). Enako se ponovi v ostalih jezikih.

BOSHIE POSTAVE INV POROZHENIE KAKO IMA VSAKATERI V∫VOEIM ∫TANU INU POKLICANIU KÀR∫HAN∫KU TÈR PO∫HTENU SHIVÉTI.
V tem poglavju so zapisane dolžnosti verujočih, tako vseh ljudi, kot škofov in pridigarjev naproti cerkvi in skupnosti, deželni gospoščini in vseh podložnikov, zakoncev, staršev in otrok, gospodarjev in hlapcev . Največja zapoved vernikom je ljubiti gospoda Boga iz vsega srca, duše in pameti, druga, enako pomembna prejšnji, je ljubiti svojega bližnjega kot samega sebe. Hkrati tisti, ki prešuštvujejo, malikujejo, ubijajo itd., ne bodo deležni Božjega kraljestva. 

ANTITHESIS INV RASLOZHENIE. PRAVE CHRISTIANSKE INU ANTIChri∫tian∫ke krive Vere.
Tu so predstavljeni sporni pogledi na verske resnice s predgovorom in šestimi členi: 1. Od besede Boshie, alli ∫vetiga Pi∫ma (O besedi božji ali od svetega pisma), 2. Od porodniga Gréha inu zhlove∫ke nemozhi (O izvirnem grehu in človeški nemoči), 3. Od Evangelia Chris∫tu∫a, vere inu opravizhania (O Kristusovem Evangeliju, veri in opravičenju), 4. Od Sakramenta svetiga Telesa. Tu ie Od Vezherie: inu od Mashe (O zakramentu svetega telesa. To je o večerji in o maši), 5. Od zhasti inv moleniatih svetnikov (O časti in molitvah svetnikov), 6. Od Papesha inu cerkve (O papežu in cerkvi). Evangelijski nauk je podkrepljen s pričami (citati iz Svetega pisma – iz petih Mojzesovih knjig), s tem pa je soočan nauk »papistov«. Iz obeh stališč izhaja »savershenie« v premislek verniku, ki naj se odloči za enega ali drugega. Za izbiro prave vere je potrebno krivo vero spoznati in zavreči. Zaključi z »Bog, usmili se vseh teh, ki še slepi sedijo v temi. Amen.«

PESAM INV MOLITOV, DA BOG SVOIO CERKOV pRED ANTIChri∫tu∫ovo ter po∫vétno ∫yllo ohrani
Otročja biblija se zaključi s pesmijo, ki je pravzaprav povzetek prej omenjenega verskega spora, razdeljena na dvanajst z rimskimi številkami označenih kitic. Očeta Boga prosi pomoči in enako usmiljenja teh, ki slepi sedijo v temi.

I
O Bog Ozha nebe∫ki Krall,
kijr ∫i na∫ k tvojim ∫inom sbral 
K`tebi ∫tari inu mladi,	
Mi v∫i kijr ∫mo sdai na semljij,  
V`nadlogah v`∫kerbih klizhemo
Skus` Iesu∫a te pro∫imo,
O, Bog Oče, nebeški kralj,
ki si nas zbral pri svojem sinu,
k tebi stari in mladi,
mi vsi, ki smo zdaj na zemlji,
v nadlogah, v skrbeh kličemo
skozi Jezusa te prosimo,

II
Pomagai lubi Stvarnik na∫h
kijr na∫ v nadlogah na∫hih sna∫h 
Nadloge sle ∫o na∫ ob∫hle,
Tvoio Cerkov sdai oblege,
Sovrashniki h`te resdreti
Na∫ ote shive poshreti.	  

Pomagaj, ljubi stvarnik naš,
ki nam v nadlogah naših znaš.
Nadloge zle so nas obšle,
Tvojo Cerkev zdaj oblegajo,
Sovražniki hočejo razdreti
Nas hočejo žive požreti.

## Namen
Leta 1563 je bila v Ljubljani ustanovljena javna šola za stanove Kranjske dežele. Po upokojitvi Budine Lenarta jo je na prošnjo Primoža Trubarja in Sebastijana Krelja, ki sta se zavedala pomembnosti izobraževanja, vodil Adam Bohorič. Za izobraževanje ljudi iz različnih jezikovnih okolij (slovenski, hrvaški, nemški, italijanski, latinski) je bilo potrebno napisati učni priročnik v več jezikih in tako knjigo je tedaj, kot jezikoslovno najbolj izobražen, napisal prav Krelj. V šolskem redu iz leta 1568 je bila med predpisanimi učbeniki tako tudi Kreljeva Otročja biblija.  

## Jezik
Na glasoslovni in oblikoslovni ravni se Kreljev jezik kaže v bolj etimološki podobi nepoudarjenih in poudarjenih samoglasnikov, delno tudi soglasnikov (da, ali, lepo, vam, nam, jaz nasproti de, oli, lipu, vom, nom, jest (Trubar)). Krelj nove knjižne termine tvori po že ustaljenih besedotvornih vzorcih, skladenjski in stavčni vzorci sledijo pravilom slovenskega in njemu sorodnim jezikom (raba deležnikov na –oč/-eč). Izogiba se kalkiranju; obredne termine – nemške popačenke nadomešča s »staroslovenskimi« (očitanje hrvatenja; žegen – blagolsov), izvirnih slovenskih terminov ne nadomešča z glagoljaškimi ali mlajšimi hrvaškimi (razvidno iz molitvenih obrazcev v slovenskem in hrvaškem katekizmu v Otročji bibliji: križan – raspet, hlapec – sluga …). Kreljeva jezikovna priredba Otročje biblije se je kot prečiščen vzorec slovenskega knjižnega jezika uporabljala na ljubljanski protestantski stanovski šoli in imela pomemben vpliv na razvoj slovenske knjižne jezikovne izobrazbe. Kreljev črkopis sta nadalje uveljavljala Adam Bohorič in Jurij Dalmatin ter po njegovih smernicah razvijala knjižno besedišče.

## Avtorstvo
Ker se delo jezikovno in pravopisno loči od dotedanjih knjig, avtorstva kljub temu, da pred Trubarjem še nihče ni izdal slovenske knjige, slednjemu te ni možno pripisati. Kreljevo avtorstvo prav tako potrjuje uporaba Otročje biblije, im. Kreljev katekizem, na stanovski šoli in izid Kreljevega prevoda Spanngenbergove Postile (Postila Slovenska, 1567) z istim alfabetom in normativnimi jezikovnimi smernicami. V Otročji bibliji prevladujejo slovenska besedila, prav tako so razlog za nastanek konkretne pobude in potrebe določenega jezikovnega okolja – slovenskega. 
Sodobni raziskovalci hrvaškega protestantizma deloma sodijo, da je njen pravi avtor Matija Vlačić-Ilirik, protestantski teolog in Kreljev učitelj, tako npr. M. Mirković, ki meni, da naj bi bil prav v tem delu viden Vlačićev vpliv. Ker ni nihče podpisan, gre kvečjemu za njuno skupno delo. Besedilo je zapisano v za svoj čas skladenjsko zelo prožnem slovenskem jeziku z bogatim slovenskim besediščem, z glasoslovno-oblikoslovnimi pojavi primorskega narečja, katerih bolj vešč je Krelj, ki prihaja iz Vipave.  Krelj je ubesedil Vlačićeva spoznanja in ne prevajal. 